# Legió Sagrada de Cartago

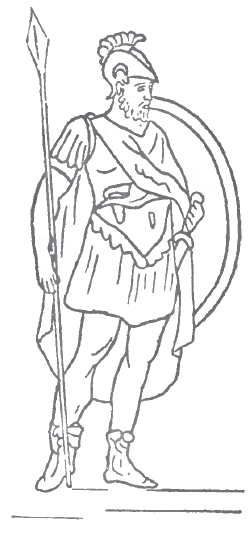
Soldat de la legió sagrada.

La Legió Sagrada de Cartago era el cos d'elit de l'exèrcit cartaginès.

## Formació
Estava formada per fills de nobles de la rica ciutat africana; eren molt reduïts en nombre i amb prou feines aportaven alguna cosa a les batalles, malgrat la seva gran qualitat per al combat, fent de cos de guàrdia del general. El seu armament i formació eren similars als dels hoplites grecs: una llança llarga com arma principal, espasa curta, escut rodó de 90-110 cm (anomenat hoplon), casc de bronze, greves (les cnémides gregues) i armadura de gran qualitat. Formaven en atapeïdes files en la formació de falange. La Legió Sagrada a cavall formava l'elit de les tropes i de la societat cartaginesa. Combatia com la cavalleria pesant. Els seus homes portaven llances i bones armadures. Els seus membres eren serfs devots d'Astarte, lliurats al temple per les seves famílies patrícies per complir tasques militars en comptes de sacrificar-los.

## Participació en combat
En la batalla de Crimissus a Sicília en el 341 aC, la Legió Sagrada va lluitar com una falange ben organitzada, però va ser completament destruïda. Dos mil soldats ciutadans (potser una unitat similar), és a la Tercera guerra de Sicília en el 311 aC, l'última vegada que les tropes ciutadans es troben a l'estranger. En 310 AC, la Legió Sagrada sembla haver estat reformada, sent destruïda en la batalla de Tunes contra Agàtocles de Siracusa. Després de la seva destrucció l'any 310 abans de Crist, la Legió Sagrada desapareix del registre històric.